# Federación Nativa del Río Madre de Dios y Afluentes
La Federación Nativa del Río Madre de Dios y Afluentes (FENAMAD) es una organización indígena de nivel regional en Perú, reúne a 37 comunidades unidas en siete pueblos indígenas provenientes del departamento de Madre de Dios, con dos de estas localizadas en Cusco. Su labor consiste en la defensa de los derechos de los pueblos indígenas que representa, incluyendo a los Pueblos Indígenas en Situación de Aislamiento y Contacto Inicial no solo en la región, sino también en distintos puntos de la Amazonía. Tiene dos organizaciones intermediarias: el Consejo Harakmbut Yine Matsigenka, COHARYIMA, y el Consejo Indígena del Bajo Madre De Dios, COINBAMAD. Además, es miembro de la Organización de Jóvenes Indígenas de Madre de Dios, OJEIMAD. FENAMAD también forma parte de la Asociación Interétnica de Desarrollo de la Selva Peruana, AIDESEP, y tiene un reconocimiento amplio en el movimiento indígena de la Amazonia.

## Historia
El Decreto Ley n. º 20653 Ley de comunidades nativas del 18 de junio en 1974, en su artículo 11 permitió que los territorios de todos los pueblos de la amazonía peruana sean declarados inalienables, imprescriptibles e inembargables. Esta ley propició también la creación de las primeras organizaciones indígenas.
El 17 de enero de 1982 tuvo lugar el Primer Congreso de FENAMAD o Congreso Fundacional, en la comunidad nativa Boca Karene. Durante esta etapa crítica en la historia de Madre de Dios, el aumento del valor del oro desencadenó una migración masiva de buscadores de oro que no respetaron los derechos tradicionales. La oposición de las comunidades resultó en choques con mineros y autoridades locales, generando graves conflictos. La ambición por el oro llevó a juicios contra líderes locales, mientras que solo unas pocas comunidades tenían reconocimiento legal y solo cuatro tenían títulos de propiedad en ese momento.
Durante sus primeros diez años, FENAMAD enfrentó limitaciones típicas de una organización en sus inicios. Los líderes carecían de recursos para su labor y debían usar su ingenio y ocasiones escasas para interactuar con las comunidades. A menudo, financiaban sus propios viajes. En esta etapa, Centro Eori brindó apoyo.
FENAMAD fue teniendo mayor presencia institucional en las comunidades, el número de afiliados se fue incrementando, de las ocho comunidades que la fundaron, hoy ha pasado a representar a las 37 comunidades indígenas afiliadas. Además, ha extendido su papel para defender a los pueblos indígenas aislados y en contacto inicial.

## Consejo directivo
El Consejo Directivo de FENAMAD está conformado de la siguiente manera.
- Presidente: Julio Cusurichi Palacios
- Vicepresidente: Segundo Laureano Gomes
- Tesorera: Violeta Irey Cameno
- Fiscal: José  Antonio Dumas Ramos
- Secretaría: Vanessa Racua Troncoso
- Vocal: Ranny Italiano